# Общественная лицензия Q
Общественная лицензия Q (QPL) - не копилефтная лицензия, созданная компанией Trolltech для её свободной редакции Qt. Она использовалась вплоть до Qt 3.0, когда версия 4.0 инструментария Trolltech была выпущена под условиями GPL version 2.
Она нарушает критерии Debian по определению СПО, используемого несколькими дистрибутивами Linux, хотя она квалифицируется под Определение свободного ПО Фонда свободного ПО; как бы то ни было, она несовместима с лицензией GNU General Public License ФСПО, что означает, что продукты, производные от кода под обеими лицензиями - GPL и QPL - не могут распространяться.

## История
KDE, окружение рабочего стола для Linux, основано на Qt. Только персональная версия Qt распространялась под QPL; коммерческая версия, функционально равная, была под лицензией с оплатой за использование и не могла свободно распространяться. Тем временем, Фонд свободного программного обеспечения и авторы GPL возражали против QPL, как не копилефтной лицензии, несовместимой с GPL. Так как KDE набирало популярность, движение свободного программного обеспечения побуждало Trolltech к выкладыванию Qt под лицензией (QPL),  гарантирующей, что он останется свободным ПО навсегда и мог бы использоваться и разрабатываться сторонними коммерческими сторонами. В конце концов под давлением Trolltech предоставила возможность использовать Qt по условиям одной из двух лицензий: либо GPL, либо QPL.

## Совместимость
Все юридические споры о лицензии осуществляются в Осло, Норвегия, но это никогда юридически не оспаривалось.